# Juice WRLD: В бездну
Juice WRLD: В бездну (англ. Juice WRLD: Into the Abyss) — документальный фильм о жизни американского рэпера и певца Juice WRLD, спродюсированный Томми Оливером. Это шестая и последняя часть серии HBO Max Music Box. Выход состоялся 16 декабря 2021 года.
Снятый и отредактированный Оливером, документальный фильм содержит кадры из последних лет жизни Хиггинса, а также его друзей и родственников, в том числе iLoveMakonnen, The Kid Laroi, девушки Элли Лотти, менеджера Lil Bibby, Trippie Redd, Polo G, G Herbo, Ski Mask the Slump God, Бенни Бланко, DJ Scheme, Rex Kudo и Hit-Boy, а также режиссёра Коула Беннетта.
Релиз документального фильма сопровождается выпуском четвёртого (второго посмертного) студийного альбома Juice WRLD Fighting Demons, который также является его саундтреком. Первый сингл с проекта «Already Dead» был выпущен 12 ноября 2021 года. Саундтрек был официально выпущен лейблами Grade A и Interscope Records 10 декабря 2021 года.